# Modec

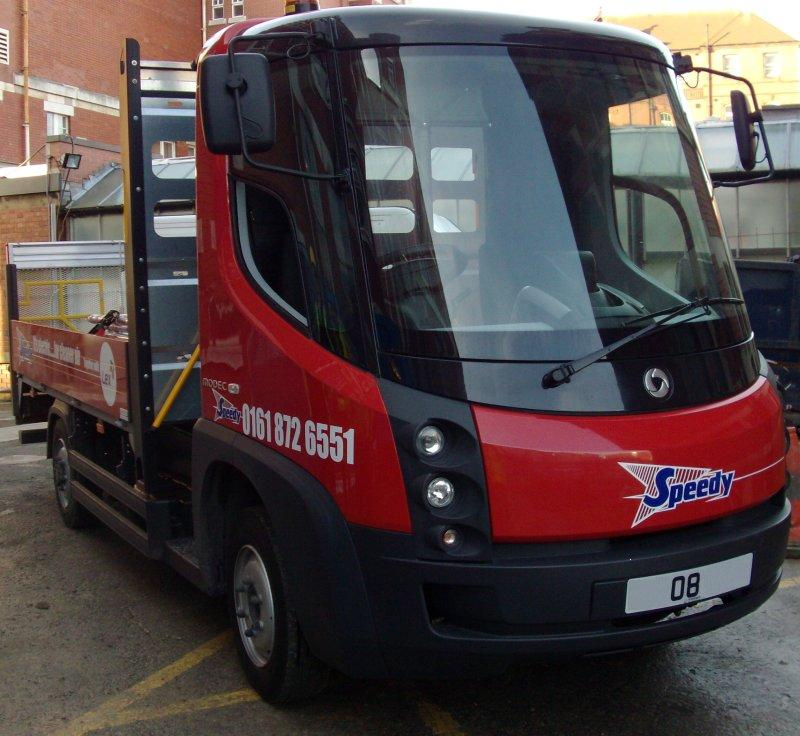
Modec-Van in Manchester

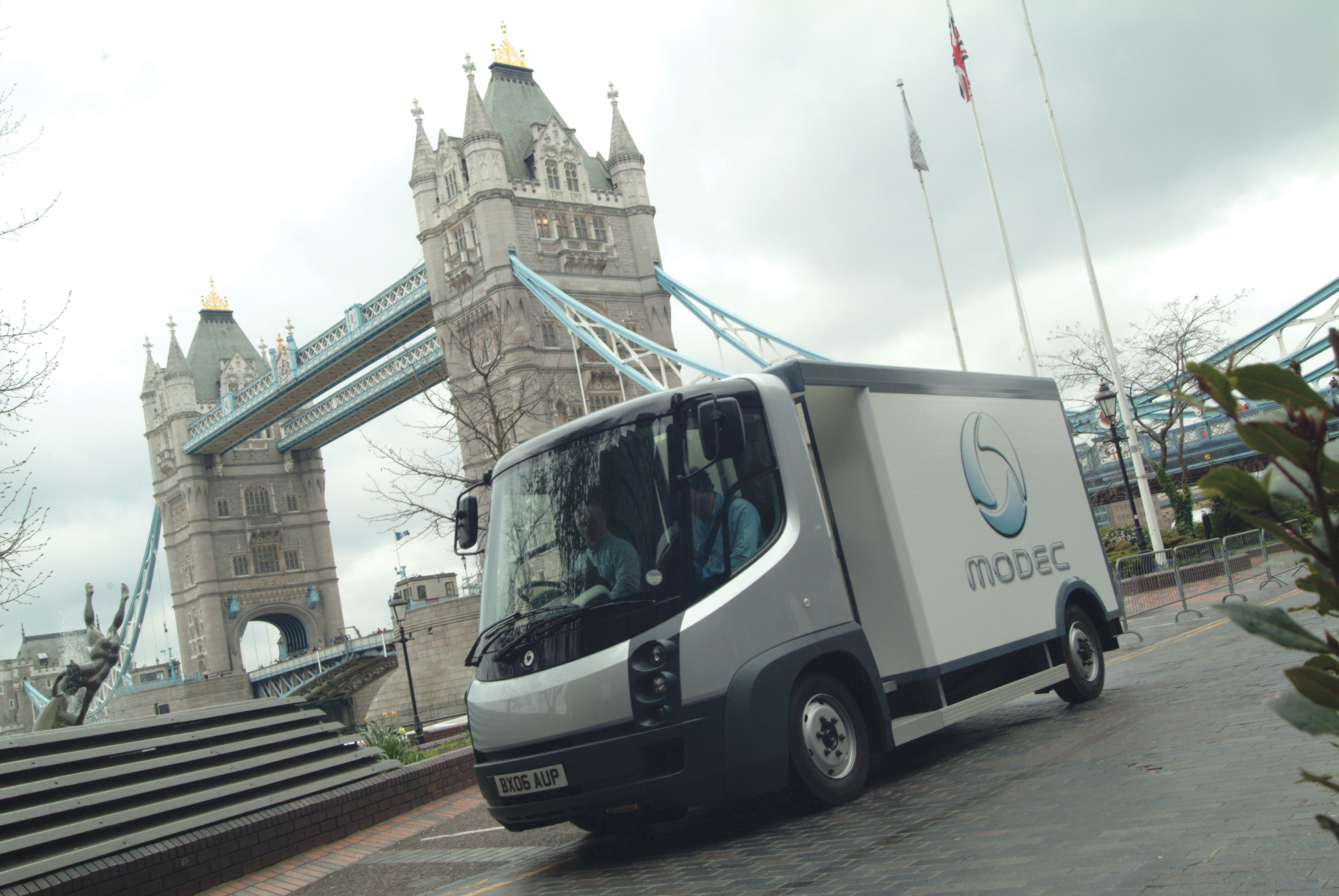
Modec-Van in London

Modec war ein britischer Hersteller von Elektroautos und Elektrolastkraftwagen der Kategorien Lieferfahrzeuge und Kleinlaster in Coventry.
Gegründet von Lord Jamie Borwick im Jahr 2004 begann die Produktion im März 2007. Kunden waren Firmen wie Tesco, FedEx und UPS.
Als Muttergesellschaft fungierte die Borwick Group Limited mit Sir John Egan als Chairman. Die Borwick Group war zunächst im Alleinbesitz von Jamie Borwick. 2009 vereinbarte Modec ein Joint Venture mit dem US-LKW-Hersteller Navistar International zur Produktion von Modec-Elektrofahrzeugen in Nord- und Südamerika. Der Name des Gemeinschaftsunternehmens war Navistar-Modec EV Alliance. Im Rahmen dieses Joint Ventures wurde ein Minderheitenanteil der Borwick Group an Navistar verkauft.
2011 ist Modec in Konkurs gegangen.

## Modelle
Modec baute Lieferfahrzeuge mit 2 Tonnen Zuladung, einer Geschwindigkeit vom 80 km/h und einer Reichweite von über 160 km. Die Fahrzeuge verfügten über eine Leistung von 102 PS. Das Drehmoment des Elektromotors betrug 300 Nm.
Die Fahrzeuge wurden als Rohkarosse, mit Koffer- und Pritschenaufbau angeboten.
Die Ladezeit der Batterie betrug 8 Stunden, alternativ war ein Batteriewechsel in 20 Minuten möglich.
Der Wendekreis betrug 10,8 m. Die Firma gab an, das Fahrzeug sei zu 98 % recyclingfähig.

## Export
In Frankreich wurde die Marke von ElecTruckCity vertrieben. ElecTruck ist eine Gründung von Frederic Deret, Präsident des Logistikkonzerns Deret Group, und Michel Albrand, früher Präsident von MAN France.

## Unternehmensentwicklung

### Gründer und Anfänge des Unternehmens
Geoffrey Robert James Borwick, 5. Baron Borwick (* 1955) war 1987 bis 2001 Chief Executive und dann bis 2003 Chairman der britischen Holding Manganese Bronze Holdings plc, an der er auch das größte Aktienpaket hielt. Die bekannteste Tochter der Manganese Bronze ist die London Taxis International (LTI), ein Hersteller mehrerer Baureihen der schwarzen Londoner Taxis. Bei London Taxis International gab es in Zusammenarbeit mit dem kanadischen Unternehmen Azure Dynamics zwei Versuchsprojekte zum Bau von Elektrofahrzeugen, ein London black taxi und ein Kleintransporterprojekt eMercury. LTI entschloss sich, sich auf die Produktion von Taxis zu konzentrieren. Nach einem gescheiterten Versuch die Firma ganz zu übernehmen, trat Jamie Borwick als Chairman zurück und verkaufte schließlich das Aktienpaket seiner Familie an institutionelle Investoren. Stattdessen gründete er 2004 Modec.
Der erste Kunde war die britische Handelskette Tesco.

### Expansion nach Amerika mit Navistar
2009 vereinbarte Modec ein Joint Venture mit dem US-LKW-Hersteller Navistar International zur Produktion von Modec-Elektrolastkraftwagen in Nord- und Südamerika. Der Name des Gemeinschaftsunternehmens ist Navistar-Modec EV Alliance.

### Insolvenz
Anfang März 2011 ist Modec in die Insolvenz gegangen. Als Reaktion darauf hat der Chef der Firma Liberty Electric Cars Ltd., Barry Shrier, zunächst bekundet, dem Unternehmen aus der Klemme helfen zu wollen. Modec hat Insolvenz anmelden müssen, nachdem eine Übernahme durch den amerikanischen LKW-Hersteller Navistar geplatzt war. Offensichtlich hat Liberty Electric Cars die Firma Modec nicht als Ganzes übernehmen wollen oder können: aus der Konkursmasse hat es später lediglich das zwölfköpfige Entwicklungsteam des abgewickelten Elektronutzfahrzeug-Herstellers übernommen.